# Winthemia floridensis
Winthemia floridensis är en tvåvingeart som beskrevs av Guimaraes 1972. Winthemia floridensis ingår i släktet Winthemia och familjen parasitflugor.
Artens utbredningsområde är Florida. Inga underarter finns listade i Catalogue of Life.